# Ectatosticta pingwuensis
Espèce
Ectatosticta pingwuensis est une espèce d'araignées aranéomorphes de la famille des Hypochilidae.

## Distribution
Cette espèce est endémique du Sichuan en Chine,. Elle se rencontre dans le xian de Pingwu.

## Description
Le mâle holotype mesure 11,50 mm et la femelle paratype 17,02 mm.

## Systématique et taxinomie
Cette espèce a été placée en synonymie avec Ectatosticta rulai par Li, Yan, Lin, Li et Che en 2021, elle est relevée de synonymie par Wang, Zhao, Irfan et Zhang en 2021.

## Étymologie
Son nom d'espèce, composé de pingwu et du suffixe latin -ensis, « qui vit dans, qui habite », lui a été donné en référence au lieu de sa découverte, le xian de Pingwu.

## Publication originale
- Wang, Zhao, Irfan & Zhang, 2021 : « Review of the spider genus Ectatosticta Simon, 1892 (Araneae: Hypochilidae) with description of four new species from China. » Zootaxa, no 5016(4), p. 523-542.